# Bonjwa
Bonjwa ist ein deutsches Streamer-Kollektiv und betreibt einen Live-Streaming-Kanal auf Twitch. Das Unternehmen Bonjwa UG (haftungsbeschränkt) wurde im Jahr 2015 gegründet mit Sitz in Hamburg-Stellingen.

## Geschichte
Bonjwa startete 2013 als eine E-Sport-Schule aufgrund der Idee von Niklas „Honor“ Behrens während seiner aktiven Karriere als professioneller StarCraft II-Spieler. Unter dem Namen der Bonjwa Academy wurden Lerninhalte in Form von Text und Videos für StarCraft II bereitgestellt, diese umfassten das grundlegende Basiswissen, das Spielprinzip und spezifische Build-Orders. Es wurden auch verschiedene Formate wie der Archon Cup, Straight To Gold oder Call of Budi in Kooperationen mit anderen Internet-TV-Sendern wie z. B. Rocket Beans TV lanciert.
Ende 2015 wurde die Firma Bonjwa UG gegründet. 2016 eröffneten sie ihren eigenen Twitch-Kanal für Live-Streaming.
2023 gehörte Bonjwa zu den meistgeschauten deutschsprachigen Kanälen auf Twitch und belegte den 7. Platz.
Heute fokussiert sich Bonjwa auf das Produzieren von Gaming- und Unterhaltungsformaten und bedient hauptsächlich die Plattformen Twitch und Youtube. Inzwischen besteht Bonjwa aus 11 Mitarbeitern.

## Konzept
Auf dem Kanal werden zu unterschiedlichen Zeiten Liveprogramme mit wechselnden Spieleformaten und Moderatoren angeboten. Zusätzlich werden die Inhalte als Video-on-Demand auf Twitch und YouTube veröffentlicht; dies ermöglicht Zuschauern, Inhalte nachträglich anzuschauen. Auf der Webseite von Bonjwa besteht ebenfalls die Möglichkeit, vergangene Sendungen mithilfe einer Suchfunktion gezielt nach Formaten, Computerspielen oder Moderatoren zu finden.
Der Live-Kanal finanziert sich teilweise durch Kooperationen mit anderen Firmen. Der größte Teil stammt vorwiegend von den Zuschauern, die über verschiedene Plattformen spenden können. Das Studio, aus dem seit 2017 aus Hamburg gesendet wird, wurde z. B. überwiegend von den Zuschauern durch eine Crowdfunding-Kampagne finanziert.

## Inhalte
Zum Programm gehört das Spielen verschiedener Arten von Computerspielen als Let’s Play, Formate wie eigene Game- und Quizshows, Reactions oder Events wie die Bonjwa Jugendspiele.
Des Weiteren wurde 2017 ein eigenes „Offline“-Brettspielformat in Kooperation mit Pegasus Spiele erstellt und auf dem Hauptkanal ausgestrahlt. Im Dezember 2018 wurde das Format mit der Unterstützung von Hasbro fortgesetzt.
2018 moderierte Bonjwa als offizieller Twitch-Partner deren Bühnenprogramm für die Gamescom 2018 und führten Interviews mit anderen bekannten  Streamern und weiteren Persönlichkeiten aus dem öffentlichen Leben (u. a. Bushido, MontanaBlack).
Auf der Nordish Gaming Convention 2018 wurde ein eigener LAN-Bereich für 100 Zuschauer der Bonjwa-Community eingerichtet. Diverse E-Sport-Turniere und Live-Events wurden direkt von dort übertragen.
| KPI                                      | Erklärung | Kennzahl    |
| ---------------------------------------- | --- | ----------- |
| Twitch-Follower                          | Follower, stellen die Anzahl an registrierten Mitgliedern dar, die dem Kanal auf Twitch folgen. | 237.100     |
| Twitch-Live-Aufrufe                      | Live-Aufrufe stellen die Gesamtaufrufe des Live-Streams dar. Umfasst nicht VOD- und Clip-Aufrufe. | 83.474.386  |
| Twitch-Minutes-Watched (letzte 365 Tage) | View Minutes sind die Gesamtzeit, für die der Live-Stream verteilt auf alle Zuschauer angeschaut wurde. | 999.016.980 |
| Twitch-Unique Views (letzte 365 Tage)    | Unique Views sind die einzeln gezählten Zuschauer auf Twitch. Unique Views ist die Anzahl an Personen die einen Twitch-Livestream im Verlauf einer bestimmten Zeitspanne besucht haben. Unique Views sind nicht zu verwechseln mit allgemeinen Views, Visits und Page Impressions. | 12.830.193  |

## Mitglieder

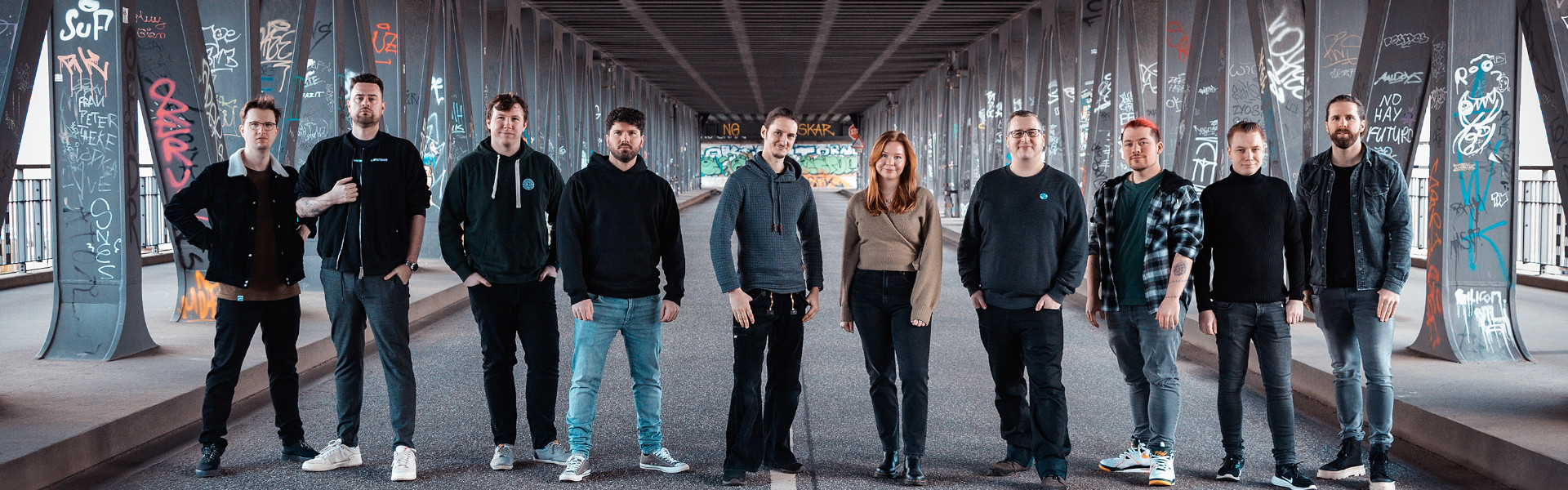
Das Team von Bonjwa: A. Neudecker, J. Taubert, J. Schmidt, M. Ricciardi, S. Schwart, L. Poths, H. Massny, L. Kress, M. Otto, N. Behrens

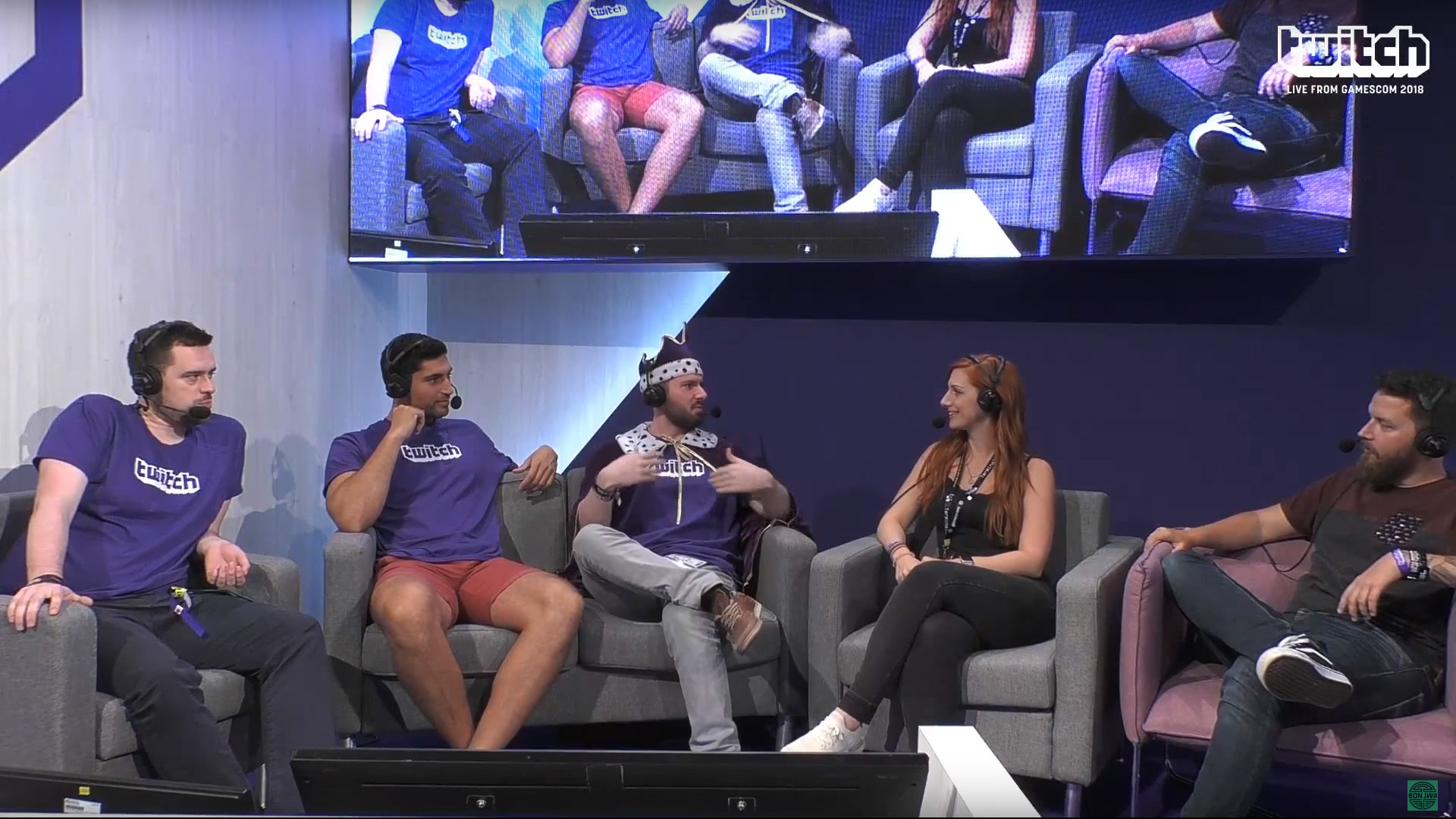
Jens Taubert, Gino Singh, Matteo Ricciardi, Lara Trautmann und Hauke Gerdes auf der GamesCom 2018

- Niklas „Honor“ Behrens (Gründer, Streamer)
- Hartmut „hamu“ Massny (Gründer)
- Matteo „Mental“ Ricciardi (Gründer, Streamer)
- Jens „Kerrag“ Taubert (Commercial Director, Consulting)
- Leon „RedPanda“ Kress (Streamer)
- Maurice „FrogCast“ Otto (Channel Marketing Manager)
- Andreas „Neanderl“ Neudecker (Designer, Künstler)
- Jannik „AmateurBOHNE“ Schmidt (Video-Editor, Regie, Musik)
- Laura Poths (Shop Managerin, Social Media)
- Simon Schwart (Kulissenbauer, Buchhaltung etc.)